# Sveriges generalkonsulat i Los Angeles
Sveriges generalkonsulat i Los Angeles var Sveriges diplomatiska beskickning i Los Angeles mellan 1980 och 1995 samt mellan 1998 och 2009. Generalkonsulatet hade sitt ursprung i det honorära vicekonsulat som öppnades 1910, vilket omvandlades till honorärt konsulat 1955 och till honorärt generalkonsulat 1969. Generalkonsulatets främsta arbetsuppgifter var dels att sprida information om Sverige och svenska samarbetsmöjligheter, dels näringslivsfrämjande genom arrangemang av olika evenemang, dels att arbeta med konsulära ärenden (främst pass- och viseringshantering) och bistånd till svenska medborgare i västra USA.
Generalkonsulatets ansvarsområde omfattade initialt endast staden Los Angeles, men det växte med tiden till att som mest omfatta 13 delstater i takt med att andra svenska generalkonsulat i USA stängde. Det avlönade svenska generalkonsulatet i Los Angeles stängde andra gången 2009. År 2021 öppnade Sverige återigen ett honorärt generalkonsulat i Los Angeles för att bland annat stödja svenska medborgare i södra Kalifornien med konsulära ärenden.

## Historia

### 1910–1995
Generalkonsulatet i Los Angeles har sitt ursprung i det honorära vicekonsulat som öppnades 1910 i Los Angeles och som stod under konsulatet (senare generalkonsulatet) i San Francisco. I april samma år förordnade utrikesministern till vicekonsul i Los Angeles, under konsulatet i San Francisco Milton Carlson. I juni 1954 tillstyrkte Kommerskollegium att honorära vicekonsulatet i Los Angeles skulle ombildas till honorärt konsulat. I augusti året efter upphöjdes vicekonsulatet till konsulat. Den 24 april 1969 upphöjdes det honorära konsulatet till ett honorärt generalkonsulat. Honorärkonsulatet i Los Angeles var i flera år underställt det svenska generalkonsulatet i San Francisco vars chef var en avlönad karriärdiplomat utsänd av UD. Efter cirka fyra decennier blev det ombyta roller. År 1980 blev Los Angeles sätet för en karriärdiplomat, och San Francisco nedgraderades till vanligt konsulat två år senare.
År 1979, när det honorära generalkonsulatet i Los Angeles planerades omvandlas till ett avlönat generalkonsulat, förordnade Regeringen Ullsten förre VD:n för Svenska Filminstitutet Harry Schein till ny generalkonsul i Los Angeles. UD-personal protesterade hos statsminister Ola Ullsten mot den planerade utnämningen, där man menade att UD inte fick vara en reträttplats för avsuttna politiker och förbrukade tjänstemän. Sedan september 1976 hade 45 procent av chefsutnämningarna gällt personer utanför utrikesförvaltningen. Utrikesminister Hans Blix höll fast vid avsikten att utnämna Schein till generalkonsul, och han menade att Schein hade särskilda kunskaper om media och affärsverksamhet; detta torde vara värdefullt för en generalkonsul just i Los Angeles. Utrikesförvaltningens personalförening (UPF) ansåg att Schein vore mycket olämplig som generalkonsul. Trots protester förordnades Schein till ny generalkonsul i Los Angeles från och med 1 november 1979. I början av november 1979 sade Schein upp sig från tjänsten, där han inte ens hunnit inrätta sig. Schein rapporterades vara trött på den fackliga kritiken mot honom, trött på pressens skriverier och trött på UD-ledningens "undfallenhet". I hans ställe utnämndes karriärdiplomaten Olle Tunberg till ny generalkonsul i januari 1980.
I augusti 1984 rapporterades det att generalkonsulatet, på inrådan av polischefen i Beverly Hills, bytt sina larmanordningar mot en vakthund. Schäfertiken Orita hade exporterats från Statens hundskola i Sollefteå till generalkonsulatet i Los Angeles och var specialtränad att känna igen terrorister och andra ovälkomna gäster.

### Första nedstängningen (1995)
I början av 1995 rapporterades det att UD hade minskade anslag och att 11 procent skulle sparas fram till 1998. Till dess skulle 15 utlandsmyndigheter bort. Tio hotades 1995/96: bland annat generalkonsulatet i Los Angeles. I längden hade generalkonsulatet i Los Angeles blivit för kostsamt. Det beräknades att generalkonsulatet i Los Angeles kostade 13 000 000 kronor om året. Personal- och bostadskostnaderna ansågs vara alltför dryga. Den sammanlagda hyran på kontoret på Wilshire Boulevard och residenset på Foothill Avenue uppgick till omkring 25 000 dollar i månaden. Lönerna för personalen på cirka ett dussin personer uppgick till minst det tredubbla. “Underhållning” och andra utgifter utgjorde resten av kostnaderna. Demonstrationer mot stängningen skedde utanför konsulatsbyggnaden på Wilshire Boulevard. Ambassadör Henrik Liljegren kom från Washington och talade till demonstranterna, som bar på affischer, gick fram och tillbaka och väckte uppseende. Ambassadören ”sympatiserade” med demonstranterna men kunde inte göra någonting åt saken. Så gott som alla svenska organisationer i Los Angeles opponerade sig mot stängningen. Man menade allmänt att det skulle skada svenska intressen både ”hemma” och ”ute”. Svenska Handelskammaren i Los Angeles kände det särskilt starkt.
Grundfrågan på UD var om att det var rätt för ett land som Sverige att inte vara representerat på den amerikanska västkusten. I en intern utredning föreslogs det bland annat att Los Angeles skulle omvandlas till ett honorärkonsulat och att huset på Park Avenue i New York skulle säljs. Den svenska närvaron i USA hade krympts dramatiskt under tiotalet år. Två år tidigare hade generalkonsulatet i Chicago stängts. De nu föreslagna nedskärningarna innebar att verksamheten skulle dras ned ytterligare 20 procent jämfört med sparmålet på 11 procent för hela UD. UD skulle spara 185 miljoner kronor de närmaste tre budgetåren. Det beslutade riksdagen i mars 1995 och besparingarna innebar att 15 svenska ambassader och konsulat skulle läggas ned fram till 1998. I februari 1995 beslutade Regeringen Carlsson att vid halvårsskiftet stänga generalkonsulatet i Los Angeles. Moderaterna ansåg att generalkonsulatet skulle vara kvar eftersom det var den enda beskickningen som kvarstod på den ekonomiskt expansiva amerikanska västkusten.

### Återöppnandet (1998)
Generalkonsulatet i Los Angeles lades ned den 30 juni 1995, sedan riksdagen hade gett utrikesdepartementet i uppdrag att spara 185 miljoner kronor under tre år. Två år senare kom beskedet att återöppna generalkonsulatet. Det nya generalkonsulatet skulle få en inriktning på handel och ekonomi.
Den 26 mars 1998 invigdes det nya svenska generalkonsulatet. Det nya generalkonsulatet skulle få en helt ny inriktning med uttalat syfte att främja svenska export- och industriintressen. Arbetet som då bedrevs på flera håll av Exportrådet, Sveriges Tekniska Attachéer, Invest in Sweden och Turistrådet samlades nu under ett paraply, i "Swedish Offices".

### Andra nedläggningen (2009)
År 2009 kom UD med en ny sparplan där man avsåg stänga generalkonsulatet i Los Angeles och Sveriges generalkonsulat i New York. Nedläggningen av generalkonsulatet i Los Angeles skulle vara genomförd senast den 31 december 2009. Ambassaden i Washington blev nu överordnad myndighet för de nio honorärkonsulat som dittills lytt under generalkonsulatet i Los Angeles.
Sverige öppnade ett honorärt konsulat i Los Angeles den 20 oktober 2021.

## Arbetsuppgifter
Generalkonsulatets främsta uppgifter var dels att sprida information om Sverige och svenska samarbetsmöjligheter, dels näringslivsfrämjande genom arrangemang av olika evenemang, dels att arbeta med konsulära ärenden (främst pass- och viseringshantering) och bistånd till svenska medborgare i västra USA. Bioteknik, IT, miljöteknik och de kreativa industrierna (film, musik och design) stod i fokus för arbetet med näringslivsfrämjande. Generalkonsulatet samarbetade nära med Exportrådet, Invest in Sweden Agency (ISA), Institutet för tillväxtpolitiska studier (ITPS) samt Svensk-amerikanska handelskammaren (SACC).

## Ansvarsområde
Generalkonsulatets distrikt skiftade igenom åren, allteftersom andra svenska generalkonsulat har stängt eller nedgraderats. Mellan 1977 och 1978 var ansvarsområdet staden Los Angeles och Los Angeles County. Mellan 1979 och 1980 ansvarade man för staden Los Angeles och countyna San Luis Obispo, Kern, Santa Barbara, Los Angeles, Ventura, San Bernardino, Orange, Riverside, Imperial och San Diego)
Från 1981 utökades det med delstaterna Arizona och Hawaii. Efter att det svenska generalkonsulatet i San Francisco nedgraderades till konsulat 1982 tog man över hela delstaten Kalifornien — med undantag av staden San Francisco samt countyna San Mateo, Santa Clara, Alameda, Contra Costa, Solano, Napa, Sonoma och Marin — samt delstaterna Alaska, Arizona, Hawaii, Idaho, Nevada, Oregon, Utah och Washington. År 1984 hade konsulatet i San Francisco stängts och omvandlats till ett honorärt generalkonsulat, och generalkonsulatet i Los Angeles distrikt omfattade nu hela Kalifornien samt delstaterna Alaska, Arizona, Hawaii, Idaho, Nevada, Oregon, Utah och Washington vilket varade fram till 1989.
År 1989 stängdes det svenska generalkonsulatet i Minneapolis. Distriktet för generalkonsulatet i Los Angeles omfattade från 1990 även delstaterna Colorado, Montana, New Mexico och Wyoming. Denna utsträckning gällde fram tills generalkonsulatet i Los Angeles stängde 1995.

## Byggnader

### Kansli
Från åtminstone 1961 till 1971 var generalkonsulatet beläget i Suite 803 i Wilflower Building, 615 South Flower Street i Financial District i Los Angeles. Från 1972 till 1977 var generalkonsulatet beläget i Suite 402 på samma adress. Från 1978 till 1984 var generalkonsulatet beläget i Suite 304 på adressen 10960 Wilshire Boulevard, i Westwood. Från 1985 till 1992 var generalkonsulatet beläget några hundra meter bort på adressen 10880 Wilshire Boulevard, Suite 505. Från 1993 till 1995 var det beläget på 10990 Wilshire Boulevard, Suite 1100. Från att generalkonsulatet återetablerades 1998 till 1999 var generalkonsulatet återigen beläget på 10960 Wilshire Boulevard, Suite 820. Från 2000 till generalkonsulatet stängde 2009 var det beläget på adressen 10940 Wilshire Boulevard, Suite 700. Sedan 2021 är honorärkonsulatet beläget på adressen 11766 Wilshire Boulevard, Suite 270 i West Los Angeles.

### Residens
Residenset var beläget på Foothill Avenue. År 1983 rapporterades det att årshyran på residenset i Los Angeles kostade 632 000 kr.

## Beskickningschefer
| Namn                  | Period               | Titel                 | Noter                           | Ref          |
| --------------------- | -------------------- | --------------------- | ------------------------------- | ------------ |
| Milton Carlson        | 1910–1912            | Honorär vicekonsul    |                                 | [ 45 ]       |
| Gottlieb Eckdahl      | 1912–1925            | Honorär vicekonsul    |                                 | [ 46 ]       |
| William Andrew Montén | 1925–1929            | Honorär vicekonsul    |                                 | [ 47 ]       |
| –                     | 1930–1931            | –                     | Vakant                          | [ 48 ]       |
| Gustaf Wilhelm Olson  | 1931–1932            | Honorär vicekonsul    |                                 | [ 49 ]       |
| Nicanor Engblom       | 1932–1937            | Honorär vicekonsul    |                                 | [ 50 ]       |
| Walter G. Danielson   | 1937–1955            | Honorär vicekonsul    |                                 | [ 51 ]       |
| Walter G. Danielson   | 1955–1969            | Honorärkonsul         |                                 | [ 52 ]       |
| Walter G. Danielson   | 24 april 1969 – 1976 | Honorär generalkonsul |                                 | [ 7 ] [ 53 ] |
| Lars Carlson          | 1966–1969            | Vicekonsul            | Karriärdiplomat. Stf 1965–1966. | [ 52 ]       |
| Lars Carlson          | 1969–1974            | Konsul                | Karriärdiplomat                 | [ 54 ]       |
| Karl-Erik Andersson   | 1974–1975            | Konsul                | Karriärdiplomat                 | [ 55 ]       |
| Gunnar-Axel Dahlström | 1975–1979            | Konsul                | Karriärdiplomat                 | [ 27 ]       |
| Olle Tunberg          | 1980–1982            | Generalkonsul         |                                 | [ 56 ]       |
| Margareta Hegardt     | 1983–1989            | Generalkonsul         |                                 | [ 57 ]       |
| Peter Hammarström     | 1989–1994            | Generalkonsul         |                                 | [ 58 ]       |
| Nils Rosenberg        | 1994–1995            | Generalkonsul         |                                 | [ 34 ]       |
| Barbro Sachs-Osher    | 1995–1997            | Honorär generalkonsul |                                 | [ 59 ]       |
| Andreas Ekman         | 1998–2003            | Generalkonsul         |                                 | [ 60 ]       |
| Tomas Rosander        | 2003–2007            | Generalkonsul         |                                 | [ 61 ]       |
| Nina Ersman           | 2007–2009            | Generalkonsul         |                                 | [ 1 ]        |
| Gudrun Giddings       | 2021–idag            | Honorärkonsul         |                                 | [ 2 ]        |